# Amerić
Amerić (izvirno srbsko Амерић) je naselje v Srbiji, ki upravno spada pod Občino Mladenovac; slednja pa je del Mesta Beograd.

## Demografija
V naselju, katerega izvirno (srbsko-cirilično) ime je Амерић, živi 675 polnoletnih prebivalcev, pri čemer je njihova povprečna starost 44,6 let (42,8 pri moških in 46,3 pri ženskah). Naselje ima 272 gospodinjstev, pri čemer je povprečno število članov na gospodinjstvo 2,97.
To naselje je v glavnem srbsko (glede na popis iz leta 2002), a v času zadnjih treh popisov je opazno zmanjšanje števila prebivalcev.
|  |

| Demografija | Demografija     | Demografija     |
| Leto        | Št. prebivalcev | Št. prebivalcev |
| ----------- | --------------- | --------------- |
|             |                 |                 |
|             |                 |                 |
|             |                 |                 |
|             |                 |                 |
| 1948        | 1032            |                 |
| 1953        | 1039            |                 |
| 1961        | 1008            |                 |
| 1971        | 925             |                 |
| 1981        | 882             |                 |
| 1991        | 866             | 846             |
| 2002        | 838             | 807             |
|             |                 |                 |

| Etnična sestava po popisu iz leta 2002 | Etnična sestava po popisu iz leta 2002 | Etnična sestava po popisu iz leta 2002 | Etnična sestava po popisu iz leta 2002 | Etnična sestava po popisu iz leta 2002 |
| -------------------------------------- | -------------------------------------- | -------------------------------------- | -------------------------------------- | -------------------------------------- |
| Srbi                                   | Srbi                                   |                                        | 792                                    | 98,14%                                 |
| Romi                                   | Romi                                   |                                        | 11                                     | 1,36%                                  |
| Slovenci                               | Slovenci                               |                                        | 1                                      | 0,12%                                  |
| Nemci                                  | Nemci                                  |                                        | 1                                      | 0,12%                                  |
| Makedonci                              | Makedonci                              |                                        | 1                                      | 0,12%                                  |
| Bolgari                                | Bolgari                                |                                        | 1                                      | 0,12%                                  |
| Neznano                                | Neznano                                |                                        | 0                                      | 0,0%                                   |